# Callopora decidua
Callopora decidua is een mosdiertjessoort uit de familie van de Calloporidae. De wetenschappelijke naam van de soort is voor het eerst geldig gepubliceerd in 1988 door Dick & Ross.